# Afroboletus lepidellus
Afroboletus lepidellus är en svampart som först beskrevs av E.-J. Gilbert ex Heinem., och fick sitt nu gällande namn av Roy Watling 1993. Afroboletus lepidellus ingår i släktet Afroboletus och familjen Boletaceae.   Inga underarter finns listade i Catalogue of Life.